# Seznam starostů Reykjavíku

Znak Reykjavíku

Pozice starosty Reykjavíku (islandsky: Borgarstjóri Reykjavíkur) byla vytvořena roku 1907 a poprvé obsazena o rok později. O místo tehdy usilovali Páll Einarsson a Knud Zimsen a Einarsson nakonec dostal pozici na dobu šesti let, po kterých si v práci nepřál pokračovat. Starostu Reykjavíku nevolí občané, ale ze svých řad jej vybírá jeho městská rada, a to na dobu čtyř let s možností opětovného zvolení.
Mezi lety 1932 a 1994 ovládala politickou scénu v Reykjavíku Strana nezávislosti (Sjálfstæðisflokkurinn), ale poté se začaly prosazovat i další strany. Kvůli bezprecedentnímu množství nestability v obecní koaliční vládě, způsobenému částečně islandskou finanční krizí 2008–2011, se jen od roku 2003 vystřídalo na pozici starosty sedm různých osob.
Současným starostou je Dagur Bergþóruson Eggertsson, který byl zvolen roku 2014 a v úřadu je už po druhé. Eggertssonova sociálně demokratická Aliance (Samfylkingin) aktuálně ovládá radnici spolu s koaličním partnerem Nejlepší stranou (Besti flokkurinn).

## Seznam starostů

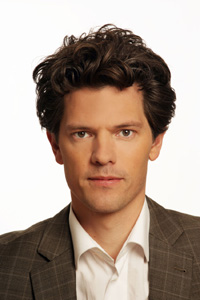
Současný starosta Dagur Bergþóruson Eggertsson

|  | Starosta                     | Od                 | Do                 | Strana                 |
|  | ---------------------------- | ------------------ | ------------------ | ---------------------- |
|  | Páll Einarsson               | 7. května 1908     | 7. května 1914     | nezávislý              |
|  | Knud Zimsen                  | 7. května 1914     | 30. prosince 1932  | nezávislý              |
|  | Jón Þorláksson               | 30. prosince 1932  | 20. března 1935    | Sjálfstæðisflokkurinn  |
|  | Pétur Halldórsson            | 20. března 1935    | 26. listopadu 1940 | Sjálfstæðisflokkurinn  |
|  | Bjarni Benediktsson          | 26. listopadu 1940 | 10. února 1947     | Sjálfstæðisflokkurinn  |
|  | Gunnar Thoroddsen            | 10. února 1947     | 19. listopadu 1959 | Sjálfstæðisflokkurinn  |
|  | Auður Auðuns                 | 19. listopadu 1959 | 6. října 1960      | Sjálfstæðisflokkurinn  |
|  | Geir Hallgrímsson            | 19. listopadu 1959 | 1. prosince 1972   | Sjálfstæðisflokkurinn  |
|  | Birgir Ísleifur Gunnarsson   | 1. prosince 1972   | 15. srpna 1978     | Sjálfstæðisflokkurinn  |
|  | Egill Skúli Ingibergsson     | 15. srpna 1978     | 27. května 1982    | nezávislý              |
|  | Davíð Oddsson                | 27. května 1982    | 16. července 1991  | Sjálfstæðisflokkurinn  |
|  | Markús Örn Antonsson         | 16. července 1991  | 17. března 1994    | Sjálfstæðisflokkurinn  |
|  | Árni Sigfússon               | 17. března 1994    | 13. června 1994    | Sjálfstæðisflokkurinn  |
|  | Ingibjörg Sólrún Gísladóttir | 13. června 1994    | 1. února 2003      | Reykjavíkurlistinn     |
|  | Þórólfur Árnason             | 1. února 2003      | 30. listopadu 2004 | Reykjavíkurlistinn     |
|  | Steinunn Valdís Óskarsdóttir | 30. listopadu 2004 | 13. června 2006    | Reykjavíkurlistinn     |
|  | Vilhjálmur Þ. Vilhjálmsson   | 13. června 2006    | 16. října 2007     | Sjálfstæðisflokkurinn  |
|  | Dagur B. Eggertsson          | 16. října 2007     | 24. ledna 2008     | Samfylkingin           |
|  | Ólafur F. Magnússon          | 24. ledna 2008     | 21. srpna 2008     | Frjálslyndi flokkurinn |
|  | Hanna Birna Kristjánsdóttir  | 21. srpna 2008     | 15. června 2010    | Sjálfstæðisflokkurinn  |
|  | Jón Gnarr                    | 15. června 2010    | 16. června 2014    | Besti flokkurinn       |
|  | Dagur B. Eggertsson          | 16. června 2014    |                    | Samfylkingin           |